# Glaucoma
El glaucoma és una malaltia de l'ull que es defineix com una neuropatia òptica o una malaltia del nervi òptic. Una pressió intraocular alta és un important factor de risc per a desenvolupar glaucoma. No hi ha cap límit de pressió ocular per sobre del qual es desenvolupa el glaucoma: mentre que una persona amb una pressió relativament baixa pot tenir danys en el nervi òptic, una altra amb una pressió ocular alta durant anys pot no tenir danys en tota la seva vida. Tot i això, es considera normal una pressió intraocular de menys de 20 mm Hg.
La circulació fisiològica de l'humor aquós és essencial per a entendre el glaucoma. L'humor aquós es produeix en els processos ciliars, que el secreten a la cambra anterior. D'allí anirà a la cambra posterior per la pupil·la i finalment es drena pel canal de Schlemm, situat a l'angle iridocorneal.
Un glaucoma sense tractar condueix a un dany irreversible del disc òptic de la retina amb la seva consegüent pèrdua del camp de visió, la qual cosa pot convertir-se en una ceguesa parcial o total.

## Tipus
Existeixen quatre tipus bàsics de glaucoma:
- Glaucoma d'angle obert o crònic.
- Glaucoma d'angle tancat o agut.
- Glaucoma congènit.
- Glaucoma secundari.

## Galeria

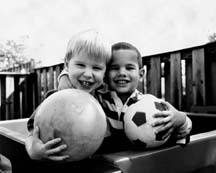
Visió normal.
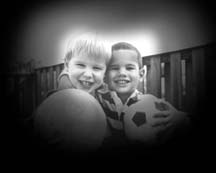
Visió amb glaucoma.
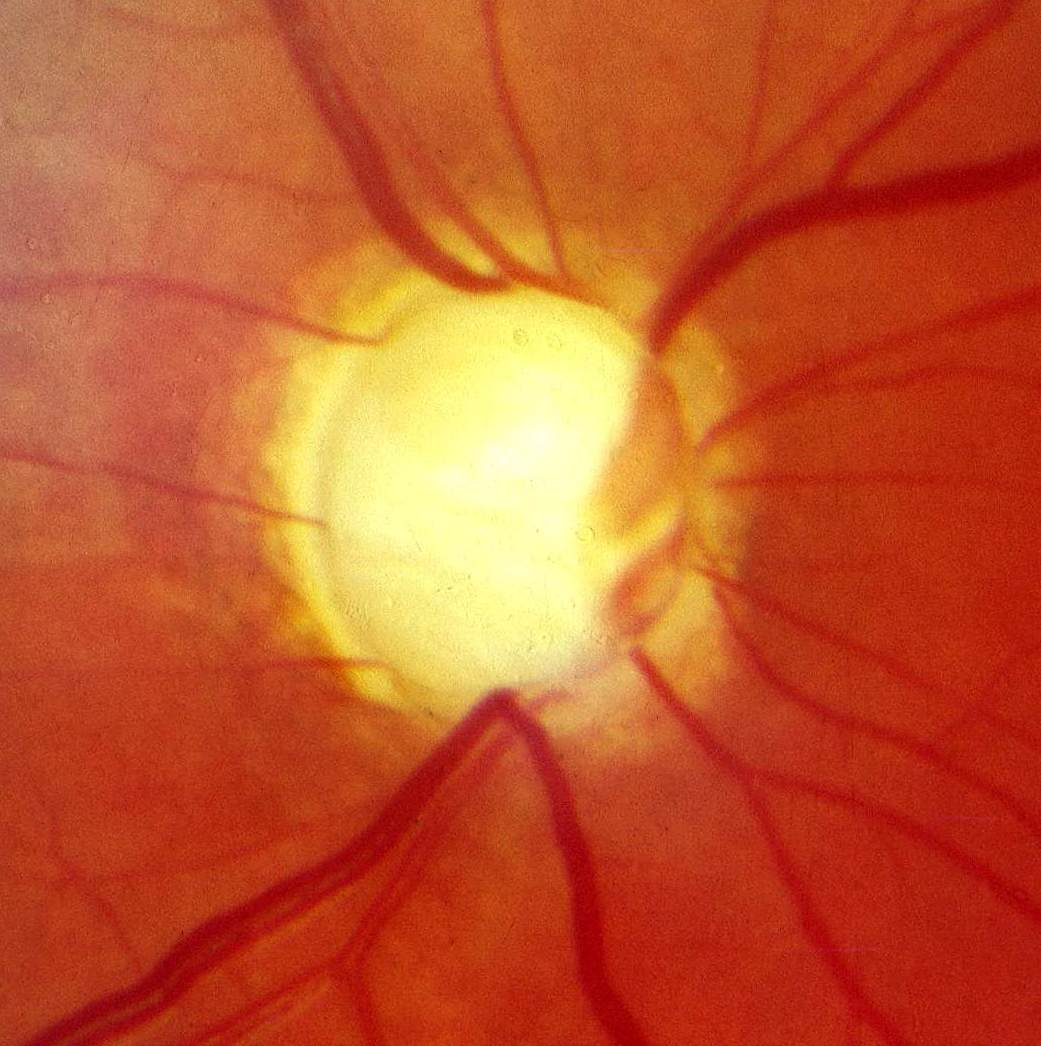
Papil·la de pacient amb glaucoma amb greu afectació (fons d'ull).
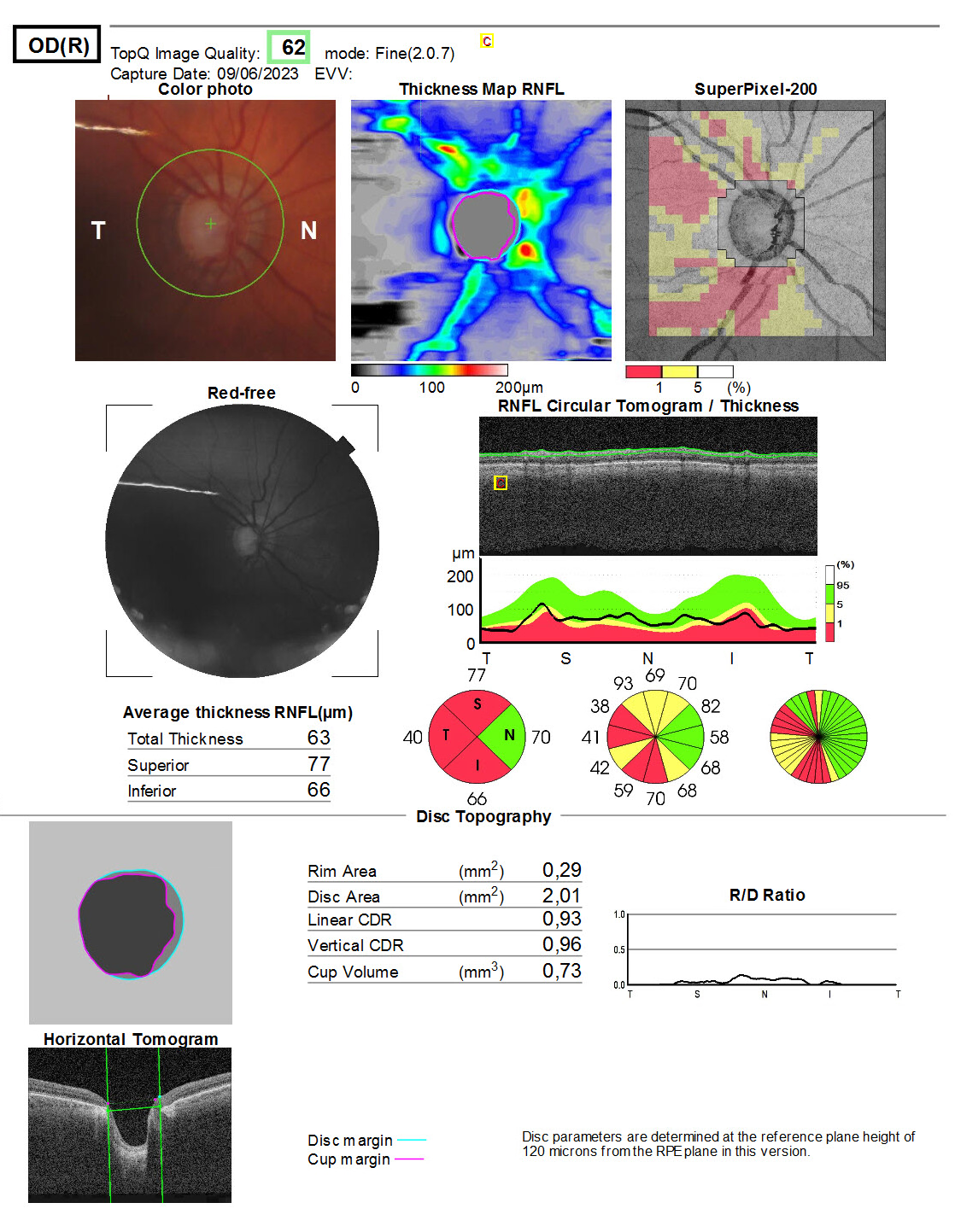
Glaucoma (ull dret) amb afectació important del disc òptic. Home de 80 anys. Topografia del disc òptic.

## Persones conegudes amb glaucoma
- Edgar Davids. Jugador de l'Àjax d'Amsterdam.
- Ray Charles Cantant, músic i compositor de Blues, Jazz i R&B
- Elvis Presley. Cantant i actor.